# ナポリ・モンテサント駅
ナポリ・モンテサント駅 (stazione di Montesanto) は、イタリアのナポリ地下鉄2号線の鉄道駅である。ナポリのモンテサント地区に有る。
都市内の列車の主要駅で、クマーナ線、 チルクムフレグレア、モンテサント鋼索鉄道といったSESPAの路線への乗換え駅の役割を果たす。新世紀初頭からはヴィッラ・リテルノとフォルミアへの直行州内列車、さらにいくつかのサレルノ行き直行列車も出ている。

## 施設
駅には以下の施設がある:
- 切符売場